# Erich Kettelhut
Erich Kettelhut (* 1. November 1893 in Berlin; † 13. März 1979 in Hamburg) war ein deutscher Szenen- und Bühnenbildner.

## Leben

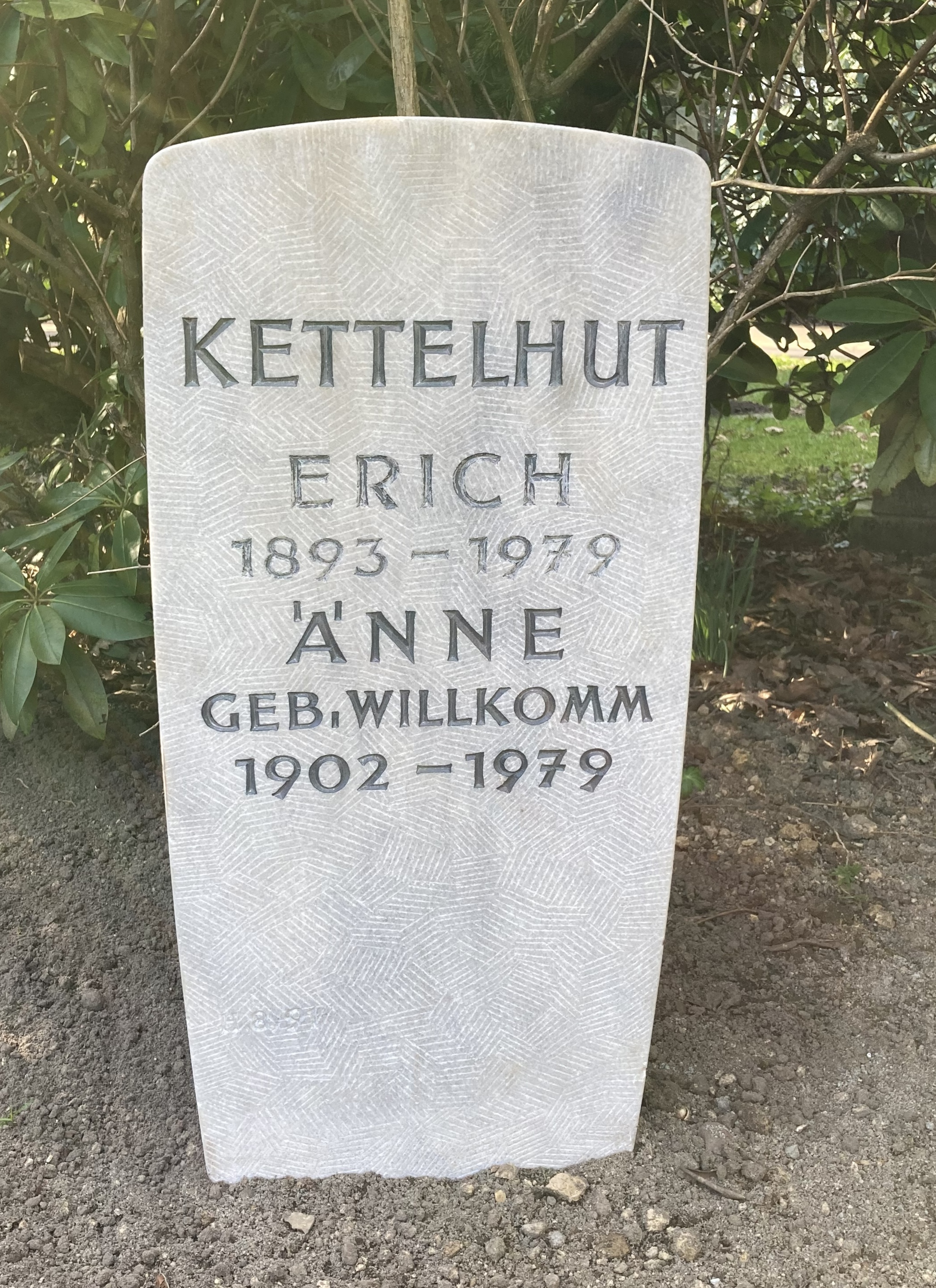
Stein Kettelhut/Willkomm im Garten der Frauen auf dem Friedhof Ohlsdorf

Kettelhut absolvierte eine Lehre als Bühnenmaler an der Städtischen Oper Berlin und arbeitete danach unter anderem in Aachen. 1919 begann er als Filmarchitekt für Joe Mays Produktionsgesellschaft zu arbeiten. Gemeinsam mit Martin Jacoby-Boy sowie Otto Hunte und Karl Vollbrecht entwarf er die Bauten für die exotische achtteilige Filmreihe Die Herrin der Welt (1919/20) und beide Teile des Monumentalfilms Das indische Grabmal (1921). In den 1920er Jahren arbeitete Kettelhut mehrfach für Fritz Lang, der zuvor bei May als Drehbuchautor angestellt war. Die beeindruckenden Bauten für die Fritz Lang Filme Dr. Mabuse, der Spieler, Die Nibelungen und Metropolis wurden von ihm maßgeblich mitgestaltet, ebenso die Bauten der Hans-Albers-Filme Bomben auf Monte Carlo und F.P.1 antwortet nicht.
An der Deutschen Filmakademie in Babelsberg wirkte Kettelhut als Lehrbeauftragter. Er wurde 1968 mit dem Filmband in Gold ausgezeichnet.
Kettelhut war mit der Kostümbildnerin Aenne Willkomm verheiratet.
Der Grabstein des Ehepaares – ursprünglich Grabstätte 91 im Planquadrat H 8 südwestlich vom Rosengarten nahe der Bergstraße – befindet sich seit März 2022 im „Garten der Frauen“ des Ohlsdorfer Friedhofs.

## Filmografie (Auswahl)
- 1919/20: Die Herrin der Welt (8 Teile)
- 1920: Die Legende von der heiligen Simplicia (Assistenz)
- 1920: Der Henker von Sankt Marien (Assistenz)
- 1920: Die Schuld der Lavinia Morland
- 1921: Das indische Grabmal (2 Teile)
- 1922: Dr. Mabuse, der Spieler (2 Teile)
- 1922/24: Die Nibelungen (2 Teile)
- 1923: Der steinerne Reiter
- 1923: Tragödie der Liebe
- 1926: Metropolis
- 1927: Der Sohn der Hagar
- 1927: Das tanzende Wien
- 1927: Doña Juana
- 1928: Ungarische Rhapsodie
- 1929: Asphalt
- 1929: Fräulein Else
- 1929: Melodie des Herzens
- 1930: Liebling der Götter
- 1931: Voruntersuchung
- 1931: Bomben auf Monte Carlo
- 1931: Stürme der Leidenschaft
- 1932: Der Sieger
- 1932: Quick
- 1932: Ein blonder Traum
- 1932: F.P.1 antwortet nicht
- 1933: Kind, ich freu’ mich auf Dein Kommen
- 1933: Die schönen Tage von Aranjuez
- 1933: Des jungen Dessauers große Liebe
- 1934: Die Töchter ihrer Exzellenz
- 1934: Die Freundin eines großen Mannes
- 1934: Fürst Woronzeff
- 1934: Spiel mit dem Feuer
- 1935: Schwarze Rosen
- 1935: Frischer Wind aus Kanada
- 1936: Schlußakkord
- 1936: Glückskinder
- 1937: Gasparone
- 1939: Hallo Janine
- 1938: Großalarm
- 1939: Der Vorhang fällt
- 1939: Frau am Steuer
- 1939/41: Frauen sind doch bessere Diplomaten
- 1940: Kora Terry
- 1941: Tanz mit dem Kaiser
- 1942: Diesel
- 1943: Du gehörst zu mir
- 1944: Die Frau meiner Träume
- 1945: Die Brüder Noltenius
- 1950: Drei Mädchen spinnen
- 1951: Sensation in San Remo
- 1951: Die Csardasfürstin
- 1952: Pension Schöller
- 1953: Maske in Blau
- 1953: Die Rose von Stambul
- 1953: Rote Rosen, rote Lippen, roter Wein
- 1953: Heimlich, still und leise
- 1953: Der Vetter aus Dingsda
- 1954: Gefangene der Liebe
- 1955: Drei Mädels vom Rhein
- 1955: Drei Tage Mittelarrest
- 1956: Das Mädchen Marion
- 1956: Made in Germany
- 1957: Haie und kleine Fische
- 1957: Von allen geliebt
- 1958: Gestehen Sie, Dr. Corda!
- 1958: U 47 – Kapitänleutnant Prien
- 1959: Marili
- 1959: Bobby Dodd greift ein
- 1959: Der Mann, der sich verkaufte
- 1960: Sturm im Wasserglas
- 1960: Die 1000 Augen des Dr. Mabuse
- 1960: Bis dass das Geld Euch scheidet…
- 1960: Sabine und die 100 Männer